# Bătălia de la Borodino
Bătălia de la Borodino (fr: Bataille de la Moskova), a avut loc la 7 septembrie 1812, la 125 km de Moscova, între trupele franceze conduse de Napoleon și trupele rusești conduse de Kutuzov. Deși a fost o victorie tactică și strategică franceză incontestabilă, bătălia nu a reprezentat triumful complet de care Napoleon avea nevoie pentru a-l convinge pe Țarul Alexandru I să încheie pacea. Ca urmare a bătăliei, trupele franceze au avut drumul deschis spre capitala economică a Rusiei, Moscova, pe care o vor ocupa timp de o lună și jumătate, în așteptarea tratativelor de pace. Acestea din urmă nu se vor materializa și, odată cu venirea iernii, francezii sunt nevoiți să se retragă, cu pierderi uriașe cauzate de crunta iarnă rusească.